# Chełkowscy herbu Wczele

Wczele, herb Chełkowskich

Chełkowscy – polski ród szlachecki o przydomku Kemblan pieczętujący się herbem Wczele.

## Niektórzy przedstawiciele rodu
- Mikołaj Kemblan z Szołowa (zm. 1509) – kasztelan krzywiński
- Jacek Chełkowski – ks. katolicki, kanonik poznański, proboszcz czerski i oleśnicki, deputat na Trybunał Główny Koronny w 1670 roku
- Michał Chełkowski – szambelan JKM Stanisława Augusta Poniatowskiego
- Józef Chełkowski (1766-1837) – ks. katolicki, kanonik, biskup pomocniczy archidiecezji poznańskiej
- Józef Chełkowski (1868-1954) - działacz społeczny, właściciel ziemski, samorządowiec
- Maria Chełkowska (1887-1960) – działaczka społeczna i polityczna, filantropka
- August Chełkowski (1927-1999) – fizyk Uniwersytetu Śląskiego w Katowicach, senator I, II, III i IV kadencji, Marszałek Senatu RP II kadencji w latach 1991-1993
- Andrzej Chełkowski (1929-2005) – ks. katolicki pallotyn, misjonarz w Afryce